# عملية الرجل الحديدي
عملية الرجل الحديدي (بالعبرية: מבצע אירון، ميتسا إرون) كانت عملية خاصة نَفَذّها مظليون إسرائيليون ليلة 1 ديسمبر 1968. وتمثلت أهدافها في تفجير جسرين يمر عبرهما طريق رئيسي وخط السكة الحديدي بين عمان والعقبة. وقعت الغارة بعد حوالي ستة أشهر من معركة الكرامة، وكان الهدف منها التأكيد للعاهل الأردني الملك حسين بن طلال أن إسرائيل تعتبر الأردن مسؤولة عن الهجمات التي يشنها الفدائيون الفلسطينيون من أراضيها.

## خلفية تاريخية
نفذ الفدائيون الفلسطينيون المتمركزون في الأردن سلسلة من العمليات والهجمات في الأراضي المحتلة بعد حرب 67. ونفذت هذه الهجمات خلايا تسللت عبر الحدود الأردنية، كما أطلقت صواريخ كاتيوشا من الأراضي الأردنية. ولم يتوقف النشاط الفدائي حتى بعد عملية الجحيم، وهي غارة شنها الجيش الإسرائيلي على قواعد الفدائيين في الأردن. وقع هجوم على مصنع للبوتاس في جبل سدوم في 30 نوفمبر 1968. قررت إسرائيل عقب ذلك الهجوم الشروع في عملية تستهدف البنى التحتية الاقتصادية في الأردن، وهو ما سيؤكد لملك الأردن أن إسرائيل تعتبر الأردن مسؤولة عن الهجمات المنطلقة من أراضيها، وسيشجع الأردن على اتخاذ إجراءات ضد التنظيمات الفدائية. وفي اليوم التالي، في صباح الأول من ديسمبرل، طُلب من قادة المظليين الاستعداد لغارة سينفذ خلالها تفجير لجسرين على الطريق الرئيسي بين العاصمة الأردنية عمان والعقبة باستخدام عبوات ناسفة خاصة. ستسقطها من الجو مروحيات بيل 205 التي استلمتها القوات الجوية الإسرائيلية قبل بضعة أشهر. وطُلب من القادة إعداد قواتهم للمغادرة في تلك الليلة بالذات.

## العملية
أقلعت 12 مروحية جديدة من طراز بيل 205 من سرب السيف الدوار في الساعة 4:00 مساءً، يوم 1 ديسمبر 1968، وهبطت بجوار طريق ديمونا-سدوم. اجتمع المقاتلون للحصول على إحاطة أخيرة وأجروا فحوصات نهائية على الأرض. وفي حوالي الساعة 7:00 مساءً، غادر أول تشكيل من ثلاث مروحيات مع قوة من المظليين نحو الهدف. وبعد حوالي ثلاثة أرباع الساعة، تمركز المظليون بالقرب من الجسرين. وانتشرت القوات على جانبي جسر الطريق الرئيسي، وأشارت للسائقين الأردنيين بالتوقف. إلا أن حركة المرور كانت مزدحمة على الطريق وواصل السائقون الأردنيون طريقهم عبر الجسر. ونظراً لصعوبة إيقاف حركة المرور، استُدعيت مروحيتين أخريين للمساعدة، في إحداهما قائد دورية المظليين الرائد جاد نغبي. وحلقت المروحيتان فوق الطريق وأطلقتا النار على عجلات السيارات باستخدام مدفع رشاش عيار 0.5 وماج، ونتيجة إطلاق النار توقفت حركة المرور وحدث ازدحام مروري على جانبي الجسر، مما سمح باستمرار العملية والتأكد من أن القوة العسكرية الأردنية التي قد يتم إرسالها ستواجه صعوبة في التحرك عبر الجسرين.
وفجرت جسر الطريق الرئيسي قوة من الكتيبة 890 مؤلفة من 22 مقاتل بقيادة دان شومرون، منهم 6 مقاتلين من الفرقة 35 تحت قيادة الرقيب فيكي ليفي. وكانت العبوات المعدة لتفجير جسر الطريق الرئيسي عبارة عن قنبلتين من نوع «مازلِف» تزن كل منهما 500 كجم من المتفجرات. بينما جرى تفجير جسر السكة الحديدية عبر قوة من الكتيبة 50 تحت إمرة أرييه زيدون (تسيمل) وبلغ عدد أفرادها 8 مقاتلين منهم 3 مقاتلين من الفرقة 35 بقيادة موشيه ليشم (إدلشتين) الذين كانوا مسؤولين عن تنفيذ عملية التفجير. وكانت عبوات تفجير جسر السكة الحديدية عبارة عن قنبلتي «مازلِف» تزن كل منها 250 كجم من المتفجرات. و«قنبلة مازلِف» عبارة عن عبوة ناسفة على شكل برميل، بُني جانبها السفلي على شكل شحنة مجوفة مقببة وهي تعد من القنابل الخاصة المصنوعة في إسرائيل والمصممة لتفجير الجسور.
في ضوء دروس عملية الصدمة التي استُخدمت فيها قنابل مازلِف التي جرى إنزالها وتفعيلها مباشرة من المروحيات وللرغبة في تحسين نتائج التفجير، تقرر إنزال القوات وتفعيل العبوات من الأرض بعد إنزالها على علامات دقيقة رسمتها القوات المغيرة. وعند هذه المرحلة، ستقلع المروحيات الثلاث التي تحمل القنابل. وقد أنزلت المروحيات التي حامت فوق الجسور أربع قنابل؛ ثُبتت قنبلتين وزن كل منهما 250 كجم على جسر السكة الحديدية وقنبلتين زنة 500 كجم على جسر الطريق الرئيسي في الأماكن التي حددها مقاتلو الفرقة 35 والذين كانوا على متن المروحية الأولى. بعد ذلك، جرى افعيل تفجير القنابل بتأخير ثلاث دقائق وتسبب الانفجار في انهيار جسر السكة الحديدية وتضرر جسر الطريق.
وقد بقيت أربع مروحيات كانت مخصصة لإجلاء الخسائر وتوفير قنابل مازلِف في نقطة الإقلاع ولم يتنطلق نحو الهدف.

## النتائج
فجرت القوات الإسرائيلية جسرين هامين يمر عليهما طريق رئيسي وخط سكة حديدية من العاصمة الأردنية إلى العقبة. واستغرق إصلاحهما أكثر من عام. فيما لم تقع إصابات في صفوف الجيش الإسرائيلي. بينما قُتل مواطنين سعوديين وأصيب أربعة مدنيين نتيجة إطلاق النار على السيارات المارة على الجسر. واستعرضت الصحافة العالمية العملية الإسرائيلية ونشرت صور الجسور المدمرة مما زاد من الضغط على ملك الأردن لاتخاذ إجراءات ضد التنظيمات الفدائية. وأشاد رئيس الأركان حاييم بارليف بأداء سرب السيف الدوار والمستوى الفني و«الخيال الخصب».